# Orange SPV
SPV (lub Orange SPV) - marka telefonów komórkowych sprzedawana wyłącznie przez sieć Orange. SPV to skrót od Sound Picture Video, co ma podkreślać multimedialne atuty telefonów tej marki.
Pod marką SPV sprzedawane są wyłącznie smartfony oraz palmtopo-telefony z systemem Windows Mobile. Producentem większości telefonów jest tajwańska firma HTC, natomiast model E610 produkowany jest przez chińską firmę Amoi. Ten sam model SPV często jest sprzedawany pod różnymi nazwami. Na przykład SPV C600 jest również sprzedawany jako i-mate SP5 lub Qtek 8300.
Popularne modele smartfonów SPV:
- SPV Classic
- SPV E100
- SPV E200
- SPV C500
- SPV C550
- SPV C600
- SPV E610
- SPV E650
- SPV M650
- SPV M2000
- SPV M3000
- SPV M3100
- SPV M5000